# Kanał Miejski we Wrocławiu
Kanał Miejski, to kanał wodny we Wrocławskim Węźle Wodnym, wybudowany w ramach realizacji inwestycji hydrotechnicznej – budowy nowej drogi wodnej przez Wrocław. Jest on, wraz z odcinkiem Starej Odry, elementem drogi wodnej Wrocławski Szlak Miejski (Szlak żeglugowy śródmiejski, Droga Wielkiej Żeglugi).
Obecny kształt tego kanału jest wynikiem inwestycji hydrotechnicznej prowadzonych we Wrocławiu, w ramach przebudowy drogi wodnej na rzece Odra prowadzącej do i przez miasto, Inwestycja ta była przeprowadzona w latach 1892–1897 i polegała na budowie nowego szlaku żeglugowego, głównie pod kątem możliwości przewozu drogą wodną materiałów masowych, szczególności węgla z Górnego Śląska. W tym celu, częściowo istniejącym wcześniej korytem, służącym do odprowadzenia wód wezbraniowych i powodziowych, a częściowo nowym Kanałem Miejskim przeprowadzono nową drogę wodną. W tym czasie, na korycie Starej Odry wybudowano dwa jazy piętrzące wodę: Jaz Szczytniki, oraz Jaz Psie Pole, piętrzący wodę na potrzeby wybudowanej Śluzy Miejskiej, położonej na Kanale Miejskim. Powstała także na początku kanału Śluza powodziowa (Górna śluza miejska), na potrzeby ochrony przeciwpowodziowej. 
Przebieg Kanału Miejskiego jest następujący:
- początek – Stara Odra
- budowla wlotowa
- Śluza Powodziowa – Miejska śluza górna, 3,3 km
- Nabrzeże Browaru Piastowskiego
- Nabrzeże przy elewatorze
- Śluza Miejska, 6,3 jm
- koniec – Stara Odra[c]

Przez Kanał Miejski przerzucone są następujące przeprawy mostowe:
- Most Burzowy – Śluza Powodziowa – Wrota Powodziowe – Miejska śluza górna, 3,3 km
- Mosty Warszawskie (drogowy), 3,8 km,
- Kolejowy Most Warszawski (kolejowy)[d], 4,1 km,
- Mosty Trzebnickie (drogowy), 5,4 km,
- Mosty Osobowickie (drogowy), 6,0 km.

Kanał Miejski od Starej Odry rozdzielony jest dużą groblą. Na jej koronie biegnie Ulica Pasterska. Pomiędzy Mostami Trzebnickimi a Mostami Osobowickimi, na szerokiej terasie od strony Starej Odry, położone jest Kąpielisko Różanka. 
Obecnie ten szlak żeglugowy nie ma większego znaczenia transportowego. Długość śluz (Szczytniki – 44,2 m, Miejskiej – 48 m, lub 55,80 m), jest zdecydowanie za mała w stosunku do współczesnych standardów. Żegluga transportowa odbywa się przez Kanał Żeglugowy, odcinkiem Starej Odry i Kanał Różanka. Obowiązują następujące parametry na Wrocławskim Szlaku Miejskim w zakresie wymiarów statków pojedynczych i zestawów:
- dla statków pojedynczych: 
  - długość maksymalna 55 m
  - szerokość maksymalna 9 m
  - zanurzenie maksymalne 1,4 m
- dla zestawów pchanych
  - długość maksymalna 70 m
  - szerokość maksymalna 9 m
  - zanurzenie maksymalne 1,4 m.

Ponadto w okresie zamknięcia ruchu żeglugowego podczas nawigacyjnej przerwy zimowej dopuszczalny jest postój statków w dolnym kanale Śluzy Miejskiej.
| km                                             | obiekt                                    | rodzaj           | światło | foto |
| ---------------------------------------------- | ----------------------------------------- | ---------------- | ------- | ---- |
|                                                | początek – Stara Odra                     | bifurkacja       |         |      |
|                                                | budowla wlotowa                           | śluza wodna      |         |      |
| 3,3                                            | Brama Przeciwpowodziowa Most Burzowy      | śluza wodna most | 10,0 m  |      |
| 3,8                                            | Mosty Warszawskie (drogowe) most zachodni | most             | 21,80 m |      |
|                                                | Nabrzeże Browaru Piastowskiego            | port             |         |      |
| 4,1                                            | Mosty kolejowe                            | most             |         |      |
|                                                | Nabrzeże przeładunkowe zboża              | port             |         |      |
| 5,4                                            | Mosty Trzebnickie most południowy         | most             |         |      |
|                                                | Przystań Różanka                          | port             |         |      |
| 6,0                                            | Mosty Osobowickie most południowy         | most             | 20,80 m |      |
| 6,3                                            | Śluza Miejska                             | śluza wodna      |         |      |
|                                                | ujście do Starej Odry                     | ujście           |         |      |
|                                                | Przeładownia Elektrociepłowni Wrocław     | port             |         |      |
| Uwaga: km dotyczy całej Miejskiej Drogi Wodnej |                                           |                  |         |      |